# گوزلک
گوزلک، روستایی از توابع بخش میانکوه شهرستان اردل در استان چهارمحال و بختیاری ایران است. شغل اصلی مردم در این روستا دامداری است.به دلیل کمبود شغل بخشی از جمعیت این روستا به بخش های جنوبی کشور مخصوصاً بوشهر مهاجرت کرده اند. اکثریت فامیل در این روستا کاظمی و مرادی است.

## جمعیت
این روستا در دهستان شلیل قرار دارد و براساس سرشماری مرکز آمار ایران در سال ۱۳۸۵، جمعیت آن ۴۶۷ نفر (۷۴خانوار) بوده‌است.